# Emergency on Planet Earth
Emergency On Planet Earth er Jamiroquai's første album, der blev udgivet den 14. juni 1993 sammen med pladeselskabet Sony Soho Square (Datterselskab af Sony Music Entertainment) . Albummet inkluderer singlerne "When You Gonna Learn,"Too Young To Die" og "Blow Your Mind". Numrene kom i toppen af UK Singles Chart i 1993.